# Маневри на петия етаж
„Маневри на петия етаж“ е български игрален филм (комедия) от 1985 година на режисьора Петър Б. Василев, по сценарий на Чавдар Шинов. Оператор е Павел Милков. Текстът на песента е написан от Георги Ивчев. Музиката във филма е композирана от Петър Ступел.

## Сюжет
Трима колеги. Дантон, Петър и Андрей работят на петия етаж на едно учреждение. Те са приятели, нормално се справят със служебните си задължения и ден след ден споделят професионалното си и лично битие. Всяка сутрин с нарастващ интерес те се редуват да гледат с бинокъл упражненията по аеробика на младо момиче в отсрещната сграда. Това занимание се превръща в част от ежедневието. Спокойното им съществуване е нарушено от неочаквана новина: един от тях може да бъде командирован в Япония. Това е повод да започнат „маневри на петия етаж“ приятелите стават врагове, прибягват до интриги, предателства и измяна. Идва краят и се оказва, че всичко е било напразно, ще замине най-вероятно директорът. Така те отново са заедно, отново на прозореца с бинокъл в ръце.

## Състав

### Актьорски състав
| Изпълнител                     | Роля                     |
| ------------------------------ | ------------------------ |
| Стефан Данаилов                | Дантон Тахов (Тахана)    |
| Велко Кънев                    | Петър Петкин             |
| Антон Радичев                  | Андрей Гранитски (Графа) |
| Венцислав Вълчев               | Кочо Русев               |
| Васил Стойчев                  | Костадинов               |
| Иван Григоров                  | Сотиров                  |
| Мария Стефанова                | Мичона                   |
| Анета Сотирова                 | Стефчето                 |
| Мария Статулова                | Вили, жената на Петкин   |
| Искра Радева                   | Генчето, жената на Тахов |
| Валентина Борисова             | Оризова                  |
| Марина Костова                 | Венета                   |
| Мая Зуркова                    | бившата жена на Тахов    |
| Наталия Петрова                |                          |
| Иван Янчев                     | бившият тъст на Тахов    |
| Ясен Василев-Милевин           | синът на Тахов           |
| Божидар Искренов               | асансьорният техник      |
| В епизодите                    |                          |
| Младен Чавдаров                |                          |
| Румяна Първанова               |                          |
| Л. Кондов                      |                          |
| Хр. Петева                     |                          |
| П. Николов                     |                          |
| Ем. Велев                      |                          |
| М. Петкова                     |                          |
| Георги Наумов (като Г. Наумов) | автомонтьор              |

### Творчески и технически екип
| Режисьор             | Петър Василев-Милевин                         |
| Сценарий             | Чавдар Шинов                                  |
| Оператор             | Павел Милков                                  |
| Художник             | Виолета Йовчева                               |
| Костюми              | Кирилка Добрева                               |
| Грим                 | Иванка Горшинина Елена Стаменова              |
| Музика               | Петър Ступел                                  |
| Звук                 | Мишо Мандил                                   |
| Редактор             | Атанас Ценев                                  |
| Монтаж               | Капка Михайлова                               |
| Директор             | Янко Мутафчиев                                |
| Карикатури           | Симеон Симеонов                               |
| Втори режисьор       | Дора Тодорова                                 |
| Втори оператор       | Иван Геков                                    |
| Асистент-режисьори   | Красимир Атанасов Борислав Костов             |
| Асистент-оператори   | Христо Бакалов Михаил Михайлов Владимир Бонев |
| Асистенти по монтажа | Румяна Бонева Елена Сапунджиева               |
| Скриптъри            | Огняна Петкова Ина Мутафчиева                 |
| Тонтехник            | Любомир Иванов                                |
| Комбинирани снимки   | Нено Трифонов Величко Димов                   |
| Реквизит             | Ирен Кузова Рени Христова                     |
| Гардероб             | Станка Николова                               |
| Осветление           | Иван Нешев                                    |
| Фотограф             | Младен Чавдаров                               |
| Организатори         | Роберт Герасимов Димитър Гулев Ани Кабова     |